# Claudine Clark
Claudine Clark (* 26. April 1941 in Macon, Georgia) ist eine US-amerikanische Rhythm-and-Blues-Musikerin mit afroamerikanischer Herkunft. Sie war hauptsächlich in den 1960er-Jahren als Sängerin und Komponistin erfolgreich.

## Leben
Clark wuchs in Philadelphia im US-Bundesstaat Pennsylvania auf, wo sie nach ihrer Schulausbildung ein Studium in Kompositionslehre absolvierte. 1958 nahm sie bei der New Yorker Plattenfirma Herald Records ihre erste Schallplatte mit den Titeln Teenage Blues / Angel Of Happiness auf. 1962 schloss sie einen Plattenvertrag bei Chancellor Records in Philadelphia ab, wo es bis 1963 zu drei Single-Veröffentlichungen kam. Bei Chancellor erreichte sie den größten Erfolg ihrer Karriere, sowohl als Sängerin wie auch als Komponistin und Textautorin.
Im Frühjahr 1962 wurde die erste Clark-Single von Chancellor herausgebracht. Die A-Seite trug den Titel Disappointed, auf der B-Seite brachte Chancellor Clarks selbst komponiertes und getextetes Werk Party Lights unter. Bei den Radiostationen fiel die A-Seite jedoch durch, stattdessen entwickelte sich Party Lights schnell zu einem vielgespielten Hit. Am 30. Juni 1962 fand dieser Titel Eingang in die Billboard Hot 100, stieg vom 95. Platz innerhalb von neun Wochen auf den 5. Platz und wurde insgesamt 15 Wochen lang in den Hot 100 notiert. In den Rhythm-and-Blues-Charts kam Party Lights sogar auf den 3. Platz. Diesen Erfolg nahm Chancellor zum Anlass, noch 1962 mit Clark eine Langspielplatte mit dem Titel Party Lights zu veröffentlichen (CHL-5029).
Obwohl Claudine Clark bis in die 1970er Jahre Platten veröffentlichte, mitunter auch unter Pseudonymen wie Joy Dawn oder Sherry Pye, und mehrfach die Plattenfirmen wechselte (siehe Single-Diskografie), hatte sie weder als Sängerin noch als Songschreiberin weitere Erfolge zu verzeichnen. Auch ihr Versuch von 1962, eine Rock-’n’-Roll-Operette zu schreiben, fand wenig Beachtung.

## Single-Diskografie als Sängerin
| Titel                                       | Kat.Nr.         | veröffentl. |
| ------------------------------------------- | --------------- | ----------- |
| Teenage Blues / Angel Of Happiness          | Herald 521      | 1958        |
| Disappointed / Party Lights                 | Chancellor 1113 | 1962        |
| Walking Through a Cemetery / Telephone Game | Chancellor 1124 | 1962        |
| Walk Me Home / Who Will You Hurt            | Chancellor 1130 | 1963        |
| Moon Madness / To Be Strong                 | Jamie 1279      | 1964        |
| Buttered Popcorn / A Sometimes Thing        | Jamie 1291      | 1964        |
| Foxy / Standing On Tip-Toes                 | TCF Hall 18     | 1964        |
| Goodbye Mama / Easy To Love                 | Fayette 6601    |             |
| 0als Joy Dawn                               |                 |             |
| First Time For Tears / Hang It Up           | Swan 4138       | 1963        |
| 0als Sherry Pye                             |                 |             |
| Gimme A Break / Ask The Girl Who Knows      | Match 300       | 1974        |